# Teorema de Sarkovskii
 Sea una aplicación continua f : {\displaystyle \mathbb {R} }{\displaystyle \to \mathbb {R} }. Si esta función tiene un punto periódico de período k, entonces tiene puntos periódicos de todos los períodos inferiores a k según el orden "<<" siguiente:
Este teorema es óptimo, es decir, si m << k según el orden precedente, existen aplicaciones continuas con puntos periódicos de periodo m pero sin punto periódico de período k.
En particular, una función que presenta un punto x periódico de orden tres, es decir tal que:

{\displaystyle f^{3}(x):=f\circ f\circ f(x)=x}

donde {\displaystyle \circ } es la composición de las funciones, entonces presentará puntos periódicos de cualquier orden:

{\displaystyle f^{n}(x):=f\circ f\circ \dots \circ f(y)=y}

Se dice que el periodo tres implica el caos, y esta propiedad es fundamental en la teoría del caos.

Este corolario recibe el nombre de Teorema de Li y Yorke, matemáticos que redescubrieron en Estados Unidos parte del teorema ruso, que había pasado totalmente inadvertido en Occidente.
El ejemplo fundamental es f(x)= a·x·(1 - x), con x en el intervalo [ 0; 1], y a en [0; 4]. Cuando a crece de 0 a 4, va apareciendo puntos periódicos de orden 2, luego 4, luego 8, 16, ... y finalmente 3.
En las abcisas está el parámetro a. El período 3 aparece para a algo mayor que 3,8, justo al salir de la zona caótica (en gris).
El teorema utiliza el que R es totalmente ordenado y unidimensional, no se aplica a los números complejos:

La función f :C →C definida por f(z) = e2iπ/3·z es tal que todos los puntos del plano son periódicos de orden 3, pero de ningún otro orden (excepto 0 que es de orden 1) - f es una rotación de ángulo 120 grados o 2·π/3 radianes y no existe equivalentes de las rotaciones en una dimensión.